# Marcelo Misailidis
Marcelo Andres Misailidis (Montevidéu, 31 de janeiro de 1968) é um bailarino e coreógrafo uruguaio radicado no Brasil. Chegou ao país aos seis anos de idade. Na adolescência, morando no interior de São Paulo, se interessou pelo balé. Se mudou para o Rio de Janeiro para estudar balé clássico com grandes nomes da dança como Aldo Lotufo, Eugenia Feudorova, Tatiana Leskova e Dalal Achcar.
Em 1991 foi aprovado como primeiro bailarino do Theatro Municipal do Rio de Janeiro, sendo, na época, o mais jovem a ocupar o cargo. Foi companheiro de dança das maiores estrelas femininas do balé brasileiro, como Ana Botafogo e Cecília Kerche. Trabalhou com diversas personalidades da dança como Peter Wright, Fabio de Mello, Renato Magalhães, Êrick Valdo, Sílvio Dufrayer, Rosália Verlangieri, Jorge Siqueira, entre outros. Em 1997 estrelou o filme O Bailarino e a Contorcionista, de Alberto Salvá. 
Em 1998 iniciou sua carreira no carnaval carioca como coreógrafo de comissão de frente de escola de samba, se tornando um dos mais premiados do ramo. Tem passagem pela Unidos da Tijuca (1998-2022), Salgueiro (2003-2007), Unidos de Vila Isabel (2008-2013), Beija-Flor (2014-2022) e Imperatriz Leopoldinense (2023-2024). Em 2018 participou da comissão de carnaval da Beija-Flor, sendo um dos autores do enredo da escola. Foi campeão do carnaval por quatro vezes no Grupo Especial (em 2013, 2015, 2018 e 2023) e tem mais um título na segunda divisão, conquistado em 1999. É vencedor de cinco Estandartes de Ouro, prêmio considerado o "Óscar do carnaval", além de diversas outras premiações. Misailidis é casado com a professora de história Danielle Uhebe e pai de três filhas: Sophie, Mirta e Fernanda.

## Biografia
Marcelo Misailidis nasceu a 31 de janeiro de 1968 em Montevidéu, no Uruguai. Foi o sétimo filho de uma família de nove irmãos. Seu pai, de origem grega, era químico e violonista clássico. Sua mãe cursou faculdade de Direito depois dos quarenta anos, chegando ao pós-doutorado. Misailidis mudou-se para o Brasil aos seis anos de idade, junto com sua família, no período da ditadura civil-militar uruguaia. No Brasil, foi morar em Americana, no interior de São Paulo. Começou a estudar balé em Campinas por influência de uma namorada bailarina. Misailidis conta que ao buscar a namorada nos ensaios de balé, se apaixonou pela dança. Viver da dança foi um desafio pelo preconceito de gênero e pelas dificuldades financeiras. Sua primeira professora lhe sugeriu que abandonasse a dança, mas ele insistiu e, aos 17 anos de idade, foi estudar balé clássico no Rio de Janeiro, onde acabou se estabelecendo. Estudou com o primeiro bailarino do Theatro Municipal do Rio de Janeiro, Aldo Lotufo, e as bailarinas Eugenia Feudorova e Tatiana Leskova. Despertou o interesse da Associação de Ballet do Rio de Janeiro, companhia dirigida pela bailarina Dalal Achcar. Contratado por ela, passou a trabalhar com Desmond Doyle, artista de histórica importância no Royal Ballet de Londres.
No início da década de 1990, estagiou em Cuba, e ganhou notoriedade nacional no concurso de Joinville, ao se apresentar junto das principais bailarinas brasileiras. Tornou-se rapidamente um dos bailarinos de maior evidência no cenário da dança brasileira, o que lhe valeu o convite para integrar o corpo de baile do Theatro Municipal do Rio de Janeiro como primeiro bailarino em 1991. Foi, na época, o mais jovem bailarino da história do TMRJ a ocupar este cargo. Foi companheiro de dança das maiores estrelas femininas do balé brasileiro, como Ana Botafogo e Cecília Kerche. Trabalhou com diversas personalidades da dança como Peter Wright, Fabio de Mello, Renato Magalhães, Êrick Valdo, Sílvio Dufrayer, Rosália Verlangieri, Jorge Siqueira, entre outros. Participou como solista em Bolero de Ravel de Maurice Bejárt em 1998; criações do coreógrafo Henrique Martins; e em obras criadas por Dalal Achcar, como Noites Cariocas e Floresta Amazônica. No Teatro Municipal, se destacou nos balés Giselle (com Ana Botafogo no papel principal), Don Quixote, O Lago dos Cisnes, La Fille mal gardèe, O Quebra-Nozes, Coppélia, A Megera Domada e Onegin. Em 1997 estrelou o filme O Bailarino e a Contorcionista, de Alberto Salvá. Também em 1997 decidiu iniciar sua carreira solo pelo Brasil com o espetáculo Os Últimos Dias de Nijinsky, coreografado por Fabio de Mello, com produção de Marcos Lunes, diretor da Unidos da Tijuca. Em dezembro de 1997, Marcos convidou Misailidis para assumir a comissão de frente da Unidos da Tijuca. Misailidis não tinha interesse em trabalhar no carnaval, mas aceitou o convite pois faltava pouco para o desfile e a escola precisava urgente de um coreógrafo. Em 2000, foi homenageado e premiado em reconhecimento ao seu trabalho com a Medalha de Mérito Artístico pelo Conselho Brasileiro da Dança, representante do Conseil International de La Danse (UNESCO). De 2006 a 2008 foi diretor do Corpo de Baile do Theatro Municipal do Rio de Janeiro.

## Vida pessoal
Misailidis é casado com a professora de história Danielle Uhebe e pai de três filhas: Sophie, Mirta e Fernanda.

## Trajetória no carnaval

### 1998-2002: Unidos da Tijuca
Em sua estreia no carnaval, no desfile das escolas de samba de 1998, enfrentou diversos problemas. Faltando duas horas para o desfile, Misailidis estava na casa da componente principal tentando improvisar uma fantasia de Vênus, porque o figurino desapareceu no barracão da escola, assim como as saias do restante das dançarinas. Neste caso, o jeito foi usar toalhas de mesa. Também precisou trocar as guias de nylon do figurino para guias de arame, que pudessem resistir ao impacto da dança. Ainda tive que rasgar a própria roupa para fazer acertos já com os fogos de artifício anunciando a escola. A comissão de frente, apesar de elogiada pela crítica, recebeu notas baixas. A Unidos da Tijuca, que fez um desfile sobre o Vasco da Gama, foi rebaixada para a segunda divisão do carnaval. Apesar do fracasso, não gostaria de deixar o carnaval com uma sensação tão amarga.

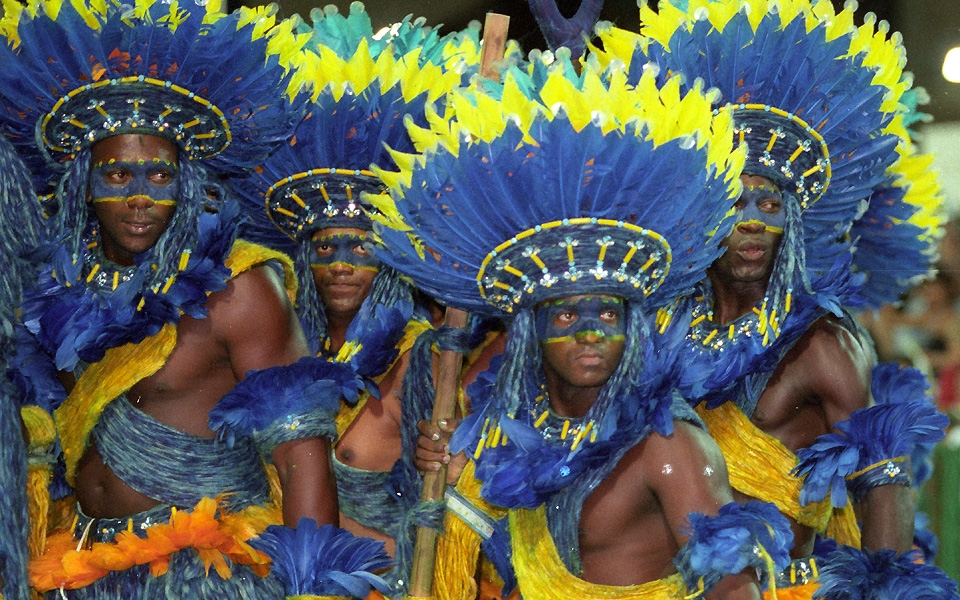
Comissão da Unidos da Tijuca em 1999.

No carnaval de 1999, montou uma comissão com bailarinos homens interpretando indígenas, numa coreografia visceral de concepção totalmente sua. Recebeu nota máxima dos julgadores e a Unidos da Tijuca foi campeã do Grupo A. A escola recebeu o prêmio S@mba-Net de melhor comissão de frente.
De volta ao Grupo Especial (primeira divisão) no carnaval de 2000, a Unidos da Tijuca recebeu nota máxima dos julgadores com uma comissão de Misailidis que representou o encontro de indígenas com portugueses. No carnaval de 2001, novamente conquistou a nota máxima com uma comissão de frente baseada na obra Vestido de Noiva, de Nelson Rodrigues, autor homenageado pelo enredo. No carnaval de 2002, Misailidis recebeu seu primeiro Estandarte de Ouro. Com o "barquinho de papel" na comissão de frente sobre a língua portuguesa, o coreógrafo novamente recebeu nota máxima dos jurados.

"Em 2002 ganhei o primeiro Estandarte de Ouro, com o ‘Barquinho de Papel’ no enredo da língua portuguesa. Aquela comissão de frente que iniciava a partir dos Lusíadas de Camões surgiu num restaurante. Minha filha pediu pra fazer um aviãozinho de papel, mas não dava, pois o papel era frágil demais, então fiz para ela um barquinho, e enquanto fazia o barquinho tudo veio na minha cabeça, foi o elo para tudo que era importante se materializar".
—Misailidis sobre a criação da comissão de 2002.

### 2003-2007: Salgueiro
No carnaval de 2003 se transferiu para o Salgueiro, conquistando seu segundo Estandarte de Ouro. No desfile, em homenagem à própria escola, a comissão de Misailidis uniu o clássico ao moderno. Os componentes vestiam fraque e cartola, nas cores da escola, como nos antigos carnavais. O toque de modernidade foi mostrado na coreografia, com as capas que formavam palavras como: "Salgueiro", "50 anos" e "glórias". A comissão perdeu 1,4 pontos no julgamento oficial do carnaval, quebrando a sequência de notas máximas conquistadas por Misailidis na Unidos da Tijuca. No carnaval de 2004 voltou a receber nota máxima dos jurados. A comissão de Misailidis, novamente inspirada numa brincadeira com sua filha, formava um elefante usando leques gigantes. No carnaval de 2005, a comissão do Salgueiro soltou fogos em frente aos jurados, no desfile sobre o fogo. Misailidis recebeu seu terceiro Estandarte de Ouro em quatro anos. Na comissão do carnaval de 2006, componentes vestidos de aranha evoluíram com agulhas gigantes. No carnaval de 2007, a comissão do Salgueiro reuniu quinze homens que representavam um faraó tentando trazer ao mundo a rainha Nefertiti. Após o carnaval, Misailidis trocou o Salgueiro pela Unidos de Vila Isabel.

### 2008-2013: Vila Isabel
Em sua estreia na Vila, no carnaval de 2008, componentes da comissão carregavam reproduções de folhas de palmeira para representar a lenda indígena do João de Barro. No carnaval de 2009, Misailidis ganhou todos os prêmios do carnaval com sua comissão para a Vila em homenagem ao Theatro Municipal. No carnaval de 2010 realizou mais um trabalho elogiado. No desfile da Vila, em homenagem a Noel Rosa, sambistas carregavam violões, que se transformavam em mesa de bar, mulata e quando deixados no chão "deslizavam" em direção aos componentes.
No carnaval de 2011, Misailidis teve uma de suas piores avaliações. No desfile, sobre cabelos, a comissão da Vila representou o mito de Medusa. Componentes manipulavam reproduções de serpentes que saiam do cabelo da górgona. No carnaval de 2012 teve a comissão mais premiada do ano. Componentes simularam uma savana africana. A Unidos de Vila Isabel venceu o carnaval de 2013 e Misailidis foi campeão do Grupo Especial pela primeira vez. No desfile sobre a vida no campo, a comissão de frente desfilou com um tripé em forma de caixote onde eram representadas cenas como um casamento na roça e insetos na plantação. Após o carnaval, Misailidis se desligou da Vila Isabel.

### 2014-2022: Beija-Flor
Após sair da Vila, Misailidis foi contratado pela Beija-Flor, recebendo de Laíla, a missão de fazer uma comissão de frente que integrasse o casal de mestre-sala e porta-bandeira da escola, Claudinho e Selminha Sorriso. A sua estreia na Beija-Flor, no carnaval de 2014, foi mal recebida por especialistas e jurados. A integração entre comissão de frente e casal de mestre-sala e porta-bandeira recebeu críticas e foi despontuada no julgamento oficial. Com um desfile em homenagem ao empresário e diretor de televisão Boni, a escola de Nilópolis obteve seu pior resultado em 22 anos.
"Logo que cheguei na Beija-Flor, o Laíla me propôs um desafio que era a comissão de frente se apresentar junto com casal. No mesmo momento eu disse que isso já era um projeto que tinha imaginado anos atrás e que acreditava que isto seria um caminho para o futuro. Fizemos um grande xadrez onde Claudinho e Selminha eram o rei e a rainha do tabuleiro, onde os peões viravam beija-flores de verdade, símbolo da escola. O projeto recebeu críticas desde a origem pela mídia especializada e fontes conservadoras, mas não tive medo de arriscar e as fotos daquela comissão são de arrepiar, fico emocionado até hoje.".
—Misailidis sobre a comissão de 2014 da Beija-Flor.
A Beija-Flor venceu o carnaval de 2015 e Misailidis foi campeão do Grupo Especial pela segunda vez. Na comissão de frente do desfile sobre a Guiné Equatorial, componentes fantasiados de guerreiros formavam uma árvore na avenida com lanças e escudos em formato de máscaras com movimentos de expressões faciais comandados por controle remoto. No carnaval de 2016 teve a comissão de frente mais premiada do ano e recebeu nota máxima dos jurados. No carnaval de 2017 novamente recebeu boas notas com a comissão de frente sobre Iracema, tema do enredo da Beija-Flor.
No carnaval de 2018, Misailidis participou da comissão de carnaval da Beija-Flor. Além de coreografar a comissão de frente da escola, o bailarino também ficou responsável pela concepção das alegorias coreografadas e pela idealização do enredo, que fez uma analogia entre a obra Frankenstein (que completou duzentos anos de lançamento em 2018) e as mazelas sociais do Brasil, traçando um paralelo entre a criatura da história de Mary Shelley, que foi abandonada pelo seu criador, e os problemas sociais brasileiros, que, na visão do enredo, são frutos do abandono da população por parte dos governantes. O enredo "Monstro É Aquele que não Sabe Amar — os Filhos Abandonados da Pátria que os Pariu" foi assinado por Marcelo Misailidis, Laíla, Cid Carvalho, Bianca Behrends, Victor Santos, Rodrigo Pacheco e Léo Mídia. A Beija-Flor venceu o carnaval e Misailidis foi campeão pela terceira vez, mas o enredo da escola e o excesso de teatralização recebeu críticas dos especialistas.
No carnaval de 2019, a Beija-Flor manteve o estilo de desfile consagrado com o título de 2018. O desfile de 2019, que homenageou os setenta anos da escola, teve alegorias coreografadas, com concepção de Marcelo Misailidis, assim como a apresentação do ano anterior. O resultado, porém, foi bem diferente. A Beija-Flor obteve um dos piores resultados de sua história, se classificando em décimo primeiro lugar, perto da zona de rebaixamento. Misailidis também teve uma das piores avaliações de sua carreira no carnaval. Para se recuperar do desastre de 2019, a escola voltou a apostar num estilo de desfile mais clássico, investindo no luxo que a caracterizou durante anos. Para o carnaval de 2020, a agremiação decidiu acabar com sua comissão de carnaval, montada por Laíla em 1998, enquanto Misailidis voltou a se dedicar exclusivamente à função de coreógrafo da comissão de frente da escola. Em 2021 não houve desfile devido a Pandemia de COVID-19, sendo a primeira vez, desde a criação do concurso, em 1932, que o evento não foi realizado. O desfile das escolas de samba de 2022 também não pode ser realizado durante o carnaval do ano, devido ao aumento dos casos de COVID no Brasil pelo avanço da variante Ómicron. Os desfiles de 2022 foram realizados em abril do mesmo ano, entre os feriados de Tiradentes (21 de abril) e São Jorge (23 de abril). A comissão de Misailidis recebeu boas notas e a Beija-Flor foi vice-campeã do Grupo Especial. Após o carnaval, Misailidis foi desligado da Beija-Flor.

### 2023-presente: Imperatriz e Mocidade
Para o carnaval de 2023, Misailidis assumiu a direção da comissão de frente da Imperatriz Leopoldinense. Com um desfile sobre o cangaceiro Lampião, a escola venceu o carnaval e Misailidis foi campeão pela quarta vez. No carnaval de 2025 assumiu a Comissão de Frente da Mocidade Independente de Padre Miguel. Usando mini robôs, a Comissão foi a mais premiada do ano, recebendo diversas premiações, incluindo o quinto Estandarte de Ouro do coreógrafo.

## Comissões de Frente
Comissões de frente coreografadas por Marcelo Misailidis e as notas recebidas no carnaval.
| Legenda: 0 Nota descartada N Escola foi campeã |

| Ano  | Escola                   | Divisão  | Colocação             | Notas | Notas | Notas | Notas | Notas | Ref.          |
| ---- | ------------------------ | -------- | --------------------- | ----- | ----- | ----- | ----- | ----- | ------------- |
| 1998 | Unidos da Tijuca         | Especial | 13º lugar (Rebaixada) | 8     | 9     | 9     | 8     | 9     | [ 42 ]        |
| 1999 | Unidos da Tijuca         | Grupo A  | Campeã                | 10    | 10    | -     | -     | -     | [ 43 ]        |
| 2000 | Unidos da Tijuca         | Especial | 5.º lugar             | 10    | 10    | 10    | -     | -     | [ 44 ]        |
| 2001 | Unidos da Tijuca         | Especial | 9.º lugar             | 10    | 10    | 10    | -     | -     | [ 45 ]        |
| 2002 | Unidos da Tijuca         | Especial | 10.º lugar            | 10    | 10    | 10    | 10    | -     | [ 46 ]        |
| 2003 | Salgueiro                | Especial | 7.º lugar             | 9,7   | 9,8   | 9,2   | 9,9   | -     | [ 47 ]        |
| 2004 | Salgueiro                | Especial | 6.º lugar             | 10    | 10    | 10    | 10    | -     | [ 48 ]        |
| 2005 | Salgueiro                | Especial | 5.º lugar             | 10    | 10    | 10    | 9,9   | -     | [ 49 ]        |
| 2006 | Salgueiro                | Especial | 11.º lugar            | 10    | 9,9   | 9,9   | 10    | -     | [ 50 ]        |
| 2007 | Salgueiro                | Especial | 7.º lugar             | 10    | 9,9   | 9,9   | 10    | -     | [ 51 ]        |
| 2008 | Vila Isabel              | Especial | 9.º lugar             | 9,9   | 10    | 9,9   | 10    | -     | [ 52 ]        |
| 2009 | Vila Isabel              | Especial | 4.º lugar             | 10    | 10    | 10    | 10    | -     | [ 53 ]        |
| 2010 | Vila Isabel              | Especial | 4.º lugar             | 9,8   | 10    | 9,9   | 10    | 9,8   | [ 54 ]        |
| 2011 | Vila Isabel              | Especial | 4.º lugar             | 9,8   | 9,9   | 9,8   | 9,8   | 9,7   | [ 55 ]        |
| 2012 | Vila Isabel              | Especial | 3.º lugar             | 9,9   | 10    | 10    | 10    | -     | [ 56 ]        |
| 2013 | Vila Isabel              | Especial | Campeã                | 10    | 9,9   | 10    | 9,9   | -     | [ 57 ]        |
| 2014 | Beija-Flor               | Especial | 7.º lugar             | 10    | 9,9   | 9,5   | 9,7   | -     | [ 58 ]        |
| 2015 | Beija-Flor               | Especial | Campeã                | 10    | 9,8   | 10    | 10    | -     | [ 59 ]        |
| 2016 | Beija-Flor               | Especial | 5.º lugar             | 10    | 10    | 10    | 10    | -     | [ 60 ]        |
| 2017 | Beija-Flor               | Especial | 6.º lugar             | 9,9   | 10    | 10    | 10    | -     | [ 61 ]        |
| 2018 | Beija-Flor               | Especial | Campeã                | 10    | 10    | 9,9   | 10    | -     | [ 62 ]        |
| 2019 | Beija-Flor               | Especial | 11.º lugar            | 9,8   | 9,8   | 9,8   | 9,7   | -     | [ 63 ]        |
| 2020 | Beija-Flor               | Especial | 4.º lugar             | 10    | 10    | 10    | 9,9   | 10    | [ 64 ]        |
| 2022 | Beija-Flor               | Especial | Vice-campeã           | 10    | 10    | 10    | 9,9   | 9,9   | [ 65 ]        |
| 2023 | Imperatriz Leopoldinense | Especial | Campeã                | 9,9   | 10    | 9,9   | 10    | -     | [ 66 ]        |
| 2024 | Imperatriz Leopoldinense | Especial | Vice-campeã           | 9,9   | 10    | 9,9   | 10    | -     | [ 67 ]        |
| 2025 | Mocidade Independente    | Especial | 11.º lugar            | 10    | 9,9   | 9,9   | 9,8   | -     | [ 68 ] [ 69 ] |
| 2026 | Mocidade Independente    | Especial |                       |       |       |       |       |       | [ 70 ]        |

## Títulos e estatísticas
| Divisão        | Campeonato | Ano                    | Vice | Ano        | Terceiro lugar | Ano  |
| -------------- | ---------- | ---------------------- | ---- | ---------- | -------------- | ---- |
| Grupo Especial | 4          | 2013, 2015, 2018, 2023 | 2    | 2022, 2024 | 1              | 2012 |
| Grupo A        | 1          | 1999                   | -    | -          | -              | -    |

## Premiações
Abaixo, a lista de prêmios recebidos por Marcelo Misailidis em sua carreira no carnaval.
- Estandarte de Ouro

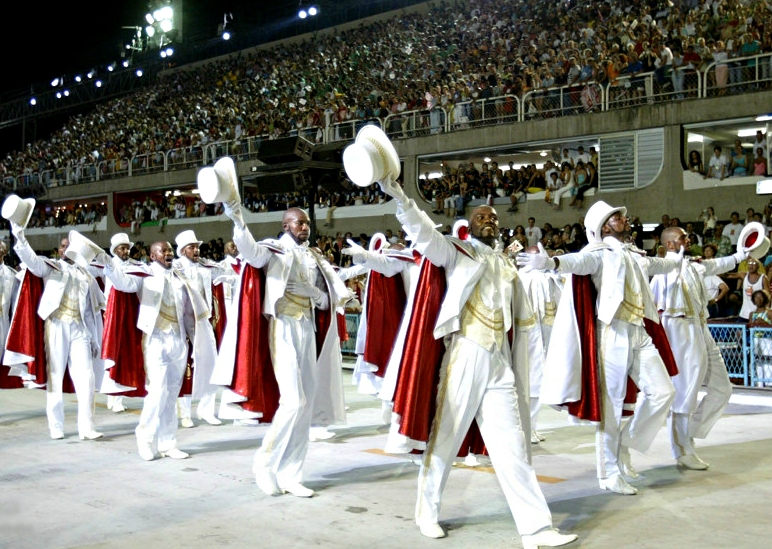
Comissão do Salgueiro, vencedora do Estandarte de Ouro de 2003.

1. 2002 - Melhor comissão de frente (Unidos da Tijuca) [71]
2. 2003 - Melhor comissão de frente (Salgueiro) [11]
3. 2005 - Melhor comissão de frente (Salgueiro) [72]

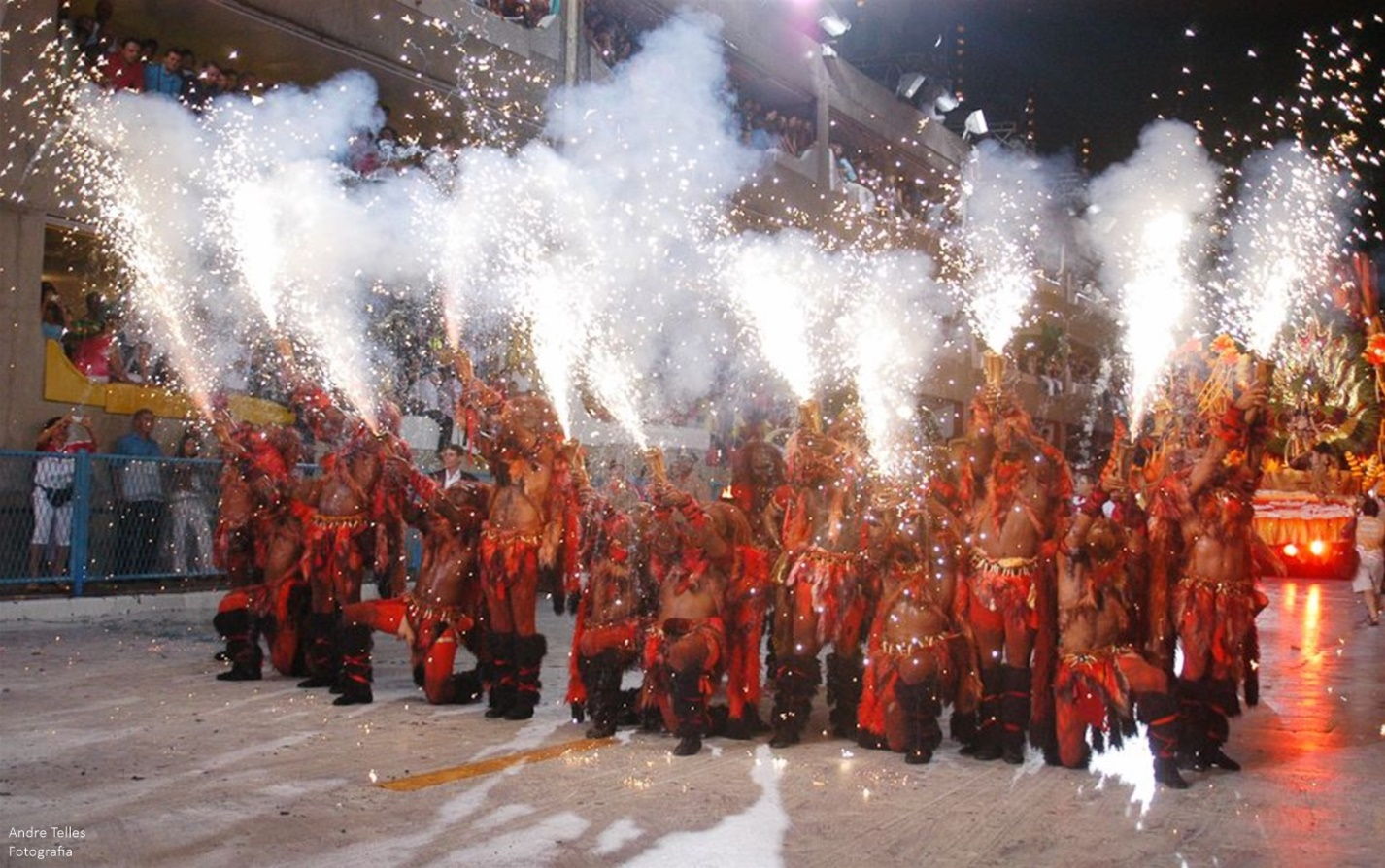
Comissão do Salgueiro, vencedora do Estandarte de Ouro de 2005.

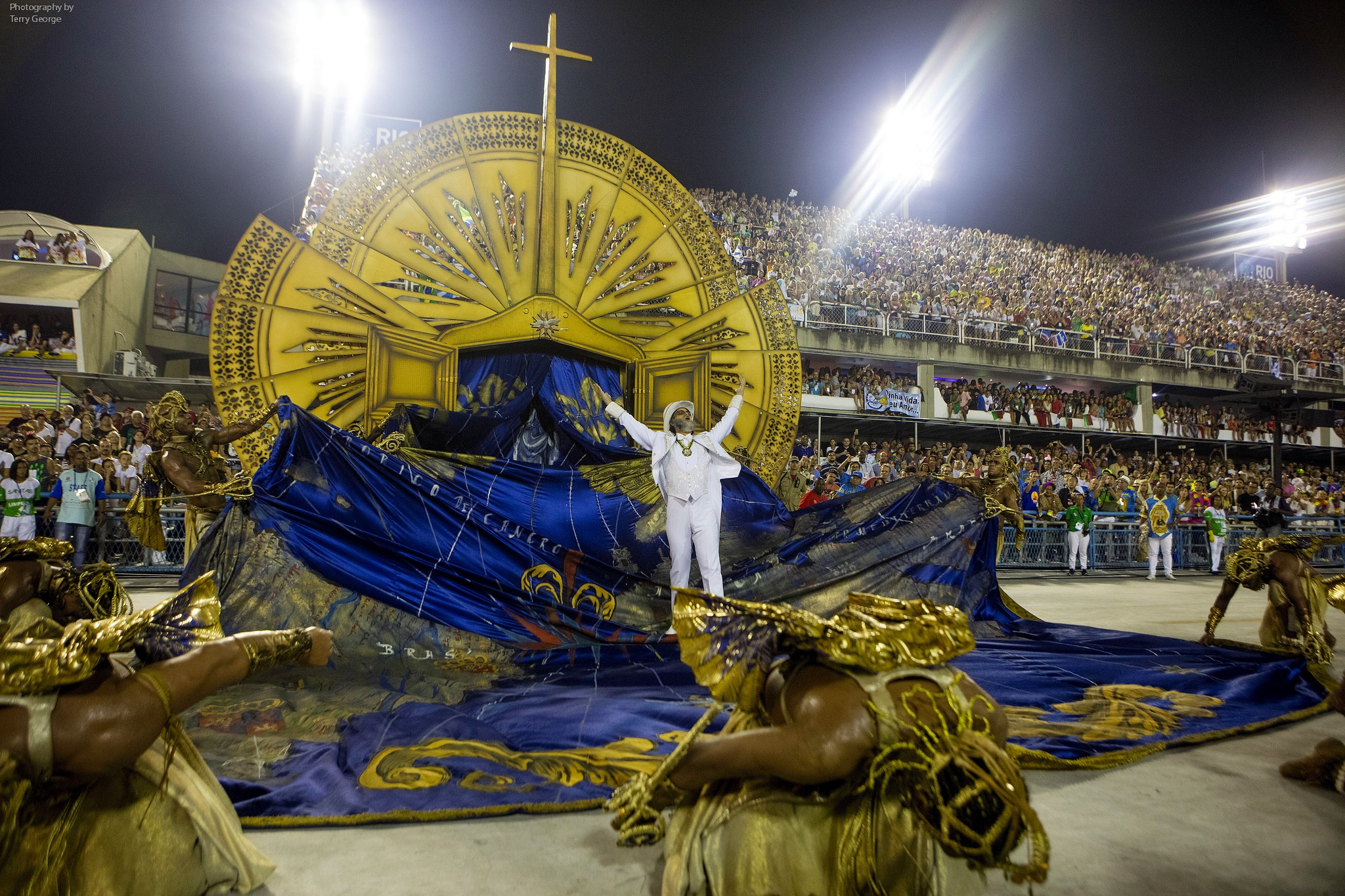
A premiada comissão da Beija-Flor em 2016.

4. 2009 - Melhor comissão de frente (Vila Isabel) [73]

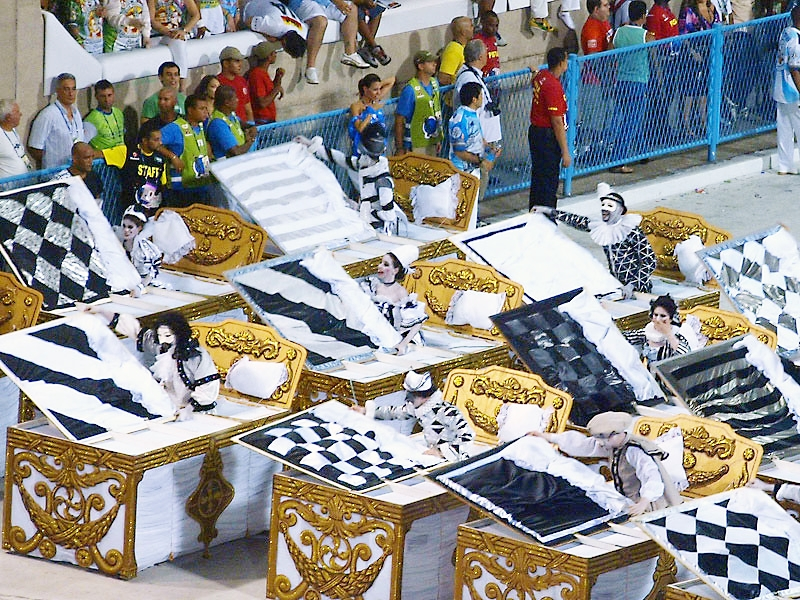
Comissão da Vila Isabel em 2009, vencedora de todos os prêmios do ano.

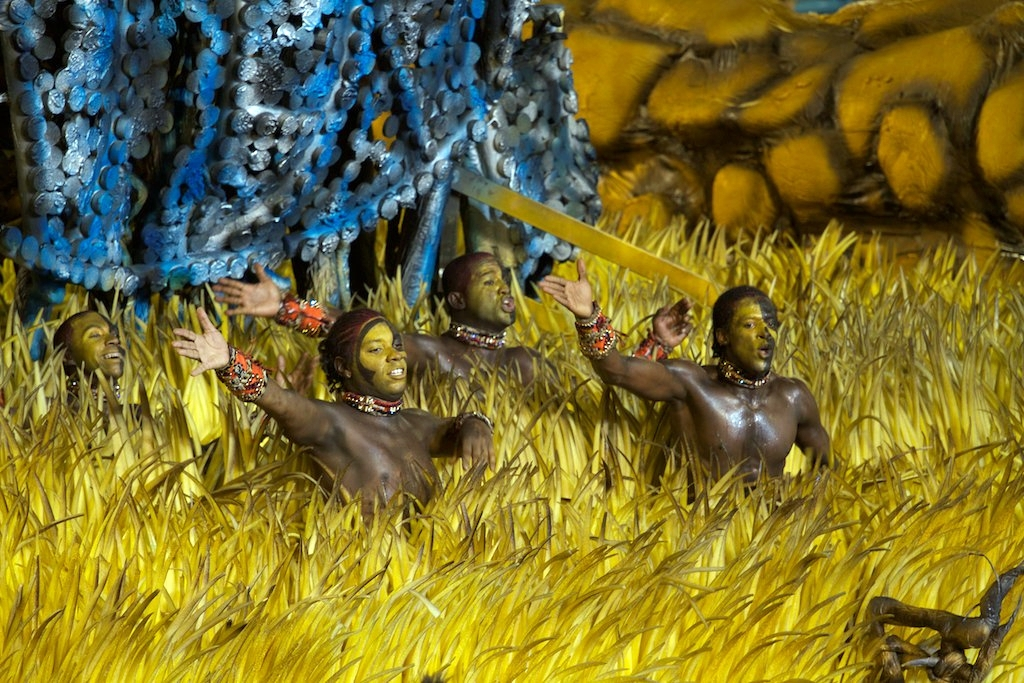
A premiada comissão de frente da Vila Isabel em 2012.

5. 2025 - Melhor comissão de frente (Mocidade Independente) [41]Comissão do Salgueiro, vencedora do Estandarte de Ouro de 2005.

- Estrela do Carnaval

1. 2009 - Melhor comissão de frente (Vila Isabel) [74][75]
2. 2012 - Melhor comissão de frente (Vila Isabel) [76]
3. 2016 - Melhor comissão de frente (Beija-Flor) [77]

- Feras da Sapucaí

1. 2022 - Melhor comissão de frente (Beija-Flor) [78]

- Gato de Prata

1. 2018 - Melhor enredo (Beija-Flor - "Monstro É Aquele que não Sabe Amar. Os Filhos Abandonados da Pátria que os Pariu") [79]
2. 2025 - Melhor comissão de frente (Mocidade Independente) [80]Comissão da Vila Isabel em 2009, vencedora de todos os prêmios do ano.

- Prêmio 100% Carnaval

1. 2025 - Melhor comissão de frente (Mocidade Independente) [81]

- Plumas & Paetês Cultural

1. 2009 - Melhor comissão de frente (Vila Isabel) [82]

- Prêmio Rádio Mania

1. 2002 - Melhor comissão de frente (Unidos da Tijuca) [2]

- Prêmio SRzd

1. 2016 - Melhor comissão de frente (Beija-Flor) [83]A premiada comissão de frente da Vila Isabel em 2012.

- Resenha dos Sambistas

1. 2025 - Melhor comissão de frente (Mocidade Independente) [84]

- S@mba-Net

1. 1999 - Melhor comissão de frente (Unidos da Tijuca) [85]
2. 2016 - Melhor comissão de frente (Beija-Flor) [86]

- Tamborim de Ouro

1. 2009 - Melhor comissão de frente (Vila Isabel) [87]
2. 2012 - Melhor comissão de frente (Vila Isabel) [88]A premiada comissão da Beija-Flor  em 2016.

- Troféu Rádio Manchete

1. 2009 - Melhor comissão de frente (Vila Isabel) [89][90]

- Troféu Sambario

1. 2009 - Melhor comissão de frente (Vila Isabel) [91]
2. 2012 - Melhor comissão de frente (Vila Isabel) [92]
3. 2025 - Melhor comissão de frente (Mocidade Independente) [93]

- Troféu Sambista

1. 2016 - Melhor comissão de frente (Beija-Flor) [94]

- Troféu Tupi Carnaval Total

1. 2012 - Melhor comissão de frente (Vila Isabel) [95]
2. 2025 - Melhor comissão de frente (Mocidade Independente) [96]

- Troféu Vai dar Samba

1. 2018 - Melhor enredo (Beija-Flor - "Monstro É Aquele que não Sabe Amar. Os Filhos Abandonados da Pátria que os Pariu") [97]